# Frederik van Noer

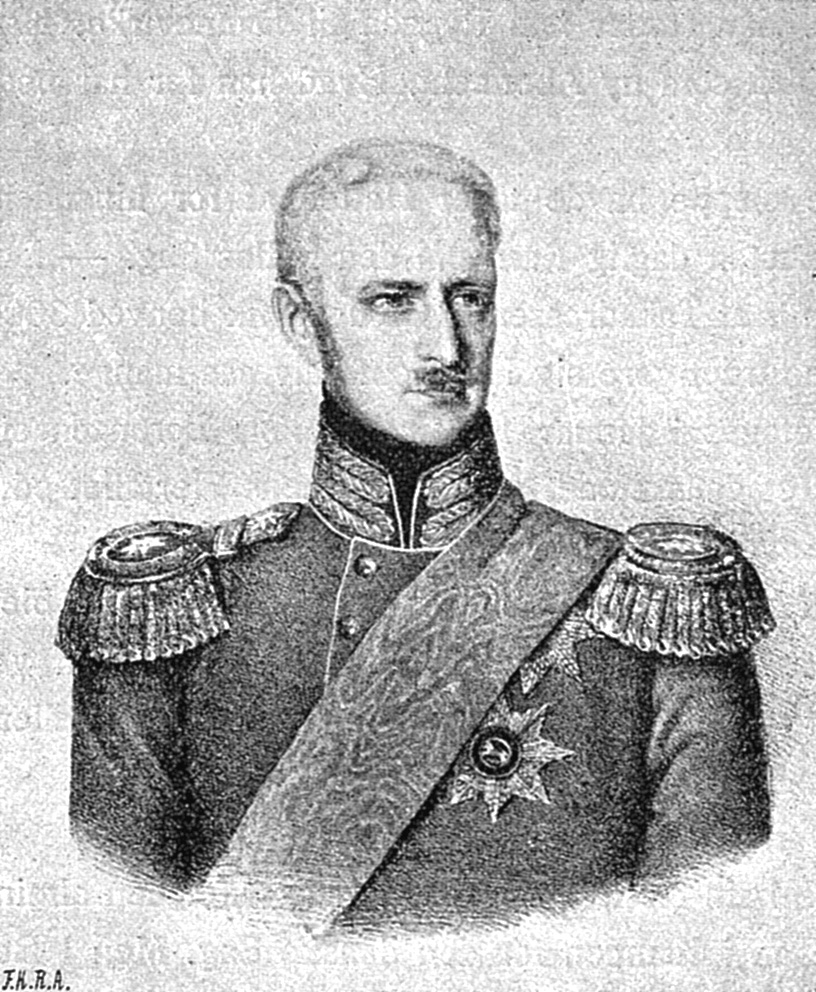
Frederik van Sleeswijk-Holstein-Sonderburg-Augustenburg noemde zichzelf prins van Noer.

Frederik (Kiel, 23 augustus 1800 - Beiroet, 2 juli 1865), Duitse prins van Sleeswijk-Holstein-Sonderburg-Augustenburg, noemde zichzelf prins van Noer. Hij was Deense stadhouder van Sleeswijk-Holstein doch kwam in opstand tegen de Deense kroon. 

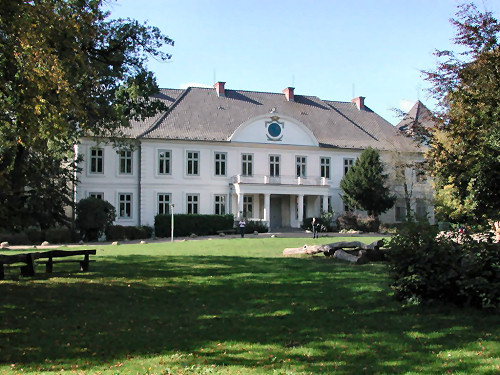
Kasteel van Noer, gekocht door zijn moeder.

Frederik was een zoon van hertog Frederik Christiaan II van Sleeswijk-Holstein-Sonderburg-Augustenburg en van prinses Louise Augusta van het Deens koninklijk huis Oldenburg. Zijn moeder kocht voor hem het kasteel van Noer, waarna hij zichzelf prins van Noer noemde. Van 1825 tot 1845 was hij Deens officier in Sleeswijk en werd generaal. Na de dood van stadhouder Frederik van Hessen-Kassel volgde hij hem op als stadhouder van Sleeswijk-Holstein. 
Nochtans beraamden hij, zijn oudere broer Christiaan, hertog van Sleeswijk-Holstein-Sonderburg-Augustenburg en zijn neef Frederik politieke en militaire plannen voor een afscheuring van Sleeswijk uit Denemarken. Tot afschuw van de Denen pleegde hij, in Deens militair uniform, een overval op het Deense fort Rendsburg (1848). Het werd het begin van de eerste Duits-Deense oorlog (1848-1853), waarbij de opstandelingen wonnen. Frederik trad toe tot de rebellenregering in Sleeswijk-Holstein. Hij werd er minister van Oorlog. Na de Tweede Duits-Deense oorlog (1864) bezetten Pruisen en Oostenrijk Sleeswijk-Holstein. Voor Frederik (en zijn familie) was er geen rol meer tijdens de bezetting door Pruisen. Als troostprijs gaf keizer Frans Jozef van Oostenrijk hem de titel van prins van Noer (1864).
Hij was gehuwd met gravin Henriette von Danneskjold-Samsøe (1806-1858); haar zus Louise Sofie was gehuwd met zijn broer Christiaan. Frederik en Henriette hadden 4 kinderen. Na haar dood hertrouwde Frederik in 1864 met de Amerikaanse Mary Esther Lee (1837-1914). Frederik stierf een jaar later tijdens een reis naar Jeruzalem in Beiroet (1865).